# 팬서레이크 (마이크로프로세서)
팬서레이크(Panther Lake)는 인텔에서 개발한 코어 울트라 시리즈 3 프로세서의 코드명이다. 팬서레이크 프로세서는 PCIe 5.0을 지원한다. 데스크톱 프로세서에서는 Thunderbolt 5를 사용할 수 있다. DDR5는 JEDEC 표준이 될 예정이다. 첫 팬서레이크 프로세서는 2025년 하반기에 출시될 예정이며, 2026년에 대량 생산될 예정이다. LGA 1851 소켓의 수명은 2026년까지 계획되어 있다.

## 설계 및 개발
인텔은 TSMC를 사용하는 대신 자체적으로 팬서레이크 생산을 추진하고 있다. 인텔은 또한 자체 생산을 위해 노바레이크도 개발하고 있다. TSMC는 2차 공급원 역량을 보유하고 있어 인텔 자체 생산 능력을 보완할 수 있다.
이전에는 인텔이 20A를 고려했으나, D1X 힐즈버러 (오리건주) 팹 개조가 거의 완료됨에 따라 18A로 결정했다. 인텔의 모든 공장은 힐즈버러에서 300 mm 웨이퍼를 채택했으며, 대부분의 업계도 300 mm 웨이퍼로 전환했다. 인텔은 여전히 캐논레이크와 아이스레이크에 대해 우려하고 있다. 랩터레이크, 메테오레이크, 애로우레이크 프로세서는 점진적인 전환점을 맞이했다. 인텔은 회사의 경쟁력을 유지하기 위한 14A를 개발하고 있다. 메테오레이크는 chiplets를 도입했다.
새로운 쿠거 코브 성능 코어는 메테오레이크보다 약간 더 나은 성능을 제공할 예정이다. 스카이몬트 효율 코어도 재설계될 가능성이 높다. 인텔 18A는 RibbonFET 설계를 사용하여 누설을 줄인다. FinFET과 달리 시트의 너비와 수를 모두 변경하여 구동 강도나 주어진 전압에서 트랜지스터가 구동할 수 있는 전류량을 조절할 수 있다. 시트의 너비는 8nm에서 50nm까지 다양하다. 나노시트의 너비는 Weff 또는 유효 너비로 알려져 있다.
PowerVia 백사이드 전력 공급 네트워크는 더 나은 에너지 효율성을 가능하게 한다. 인텔은 약 6%의 성능 향상을 가져올 것으로 보고 있다.

## 설명
팬서레이크는 인텔의 코어 울트라 시리즈 300 CPU로, 업데이트된 쿠거 코브 성능 코어와 수정된 다크몬트 E-코어를 특징으로 한다. 하지만 인텔 18A 공정은 인텔이 전세를 역전하고 제조 리더십을 되찾는 동시에 칩 생산의 대부분을 처리하려는 곳이다. 따라서 인텔이 팬서레이크를 최대한 밀어붙이는 것은 합리적이다. 수요에 따라 인텔은 팬서레이크가 모바일 장치 공급업체들에게 좋은 평가를 받아야 한다는 것을 알게 될 수도 있다.
코어 300H는 현재 55 W 전력 부근으로 설계된 것으로 알려져 있으며, 이는 보급형이 될 것이다.
(P+E+Xe) 4+8+4, 4+8+12 및 4+0+4가 개발 중인 모델 중 일부이다. 보도 자료가 나오는 대로 더 자세한 내용을 제공할 것이다.

## NPU
인텔은 AI 기능을 개발하고 있다. 인텔은 윈도우 코파일럿 및 구글 크롬 등을 지원하기 위해 5세대 NPU 설계를 제공할 것으로 예상된다. 모바일은 데스크톱 프로세서보다 뒤처져 있기 때문에 U 시리즈 프로세서에 NPU가 추가될지 여부는 불분명하다.
1세대 NPU는 2018년에, 2세대 2021년에, 3세대 2023년에, 4세대 2024년에 나왔으며, 팬서레이크와 함께 인텔은 5세대를 갖게 되었다. 엔비디아는 지포스 20 시리즈부터 AI 기능을 제공해 왔다. AMD는 인텔 및 엔비디아와 경쟁하여 XDNA 및 XDNA2를 보유하고 있다.
마이크로소프트 코파일럿은 40 TOPS의 성능을 가진 머신을 위해 설계되었다. 최신 CPU 칩렛 설계는 L3를 다이 밖으로 이동시켜 열 전력 제한을 극복할 수 있을 수 있다.

## GPU
코드명 셀레스티얼 GPU인 인텔 아크 Xe3 GPU는 노트북에 사용될 그래픽 카드이다. 팬서레이크 CPU와 함께 2025년 말에 출시될 예정이다. 인텔은 Xe3 드라이버 작업을 하고 있으며, 다음 세대 노트북이 출시될 때 준비될 것으로 알려져 있다.

## 디자인
팬서레이크는 최대 24코어(8개의 성능 코어와 16개의 효율 코어)와 32 스레드를 특징으로 한다. H 시리즈는 일반적으로 절반 정도의 코어를 가지며, U 시리즈의 디자인은 9~15W이다. 칩렛 디자인은 인텔이 추가적인 L3/L4 캐시 메모리를 제공할 수 있도록 할 수 있다.

## 같이 보기
- 인텔 CPU 마이크로아키텍처 목록